# Louis-Joseph Lebret
Louis-Joseph Lebret, O.P. (Le Minihic-sur-Rance, Bretaña, Francia}, 26 de junio de 1897–París, 20 de julio de 1966), conocido como Padre Lebret,  fue un economista y religioso católico francés, miembro de la Orden de Predicadores.

## Primeros años
Nació en una familia de tradición naval descendiente de Jacques Cartier. Estudió en la Escuela Naval, donde se graduó como oficial de la Marina. Participó en la I Guerra Mundial, en las escuadras del Líbano. Se retiró de la marina en 1923 para hacerse sacerdote dominico, y fue ordenado como tal en 1928.

## Investigador económico y social
Después de su formación teológica fue enviado, en 1929, a Saint-Malo, donde la sensibilidad por la gente de mar lo llevó a organizar un sindicato y una acción social en gran escala con los pescadores de todas las costas francesas. Basó su enfoque en amplias consultas con los pescadores, encuestas que exploraban sus problemas y necesidades con el fin de encontrar soluciones. Abrió así el camino para el método de la investigación-acción participativa.
Fundó en 1941 del Centro de Investigación y Acción Economía y Humanismo y en 1958 el Instituto Internacional para la Investigación y de Formación, Educación y Desarrollo (IRFED), denominado posteriormente Centro Internacional Desarrollo y Civilizaciones - Lebret - IRFED.
Trabajó en Brasil (1947-1954), Colombia (Misión Lebret 1955, suspendida por su expulsión del país), Senegal (1958-1959), Líbano (1960-1964) y otros países.
Fue uno de los impulsores de la preocupación por el desarrollo global dentro de la Iglesia católica, entendido como desarrollo de la persona y de los grupos sociales. Llamó a atender las cuestiones del subdesarrollo y la solidaridad con los países del llamado Tercer Mundo. Con François Perroux, fue pionero de un nuevo enfoque del planeamiento urbano y del territorial, que relaciona el medio geográfico con el desarrollo.
Participó en la redacción de documentos del Concilio Vaticano II, como Gaudium et Spes, y fue además el inspirador de la encíclica Populorum Progressio (1967), de Paulo VI.

## Obras de Louis-Joseph Lebret
- La communauté Boimondau (con Henri Desroche), L'Arbresle, Économie et Humanisme, 1944.
- Dimensions de la charité, París, Éditions Ouvrières, 1958.
- Dynamique concrète du développement, París, Éditions Ouvrières, 1967.
- Suicide ou survie de l’Occident ?, París, Économie et Humanisme y Éditions Ouvrières, 1968.
- Estudo sobre desenvolvimento e implantação de indústrias, interessando a Pernambuco e ao Nordeste. 3.ª ed., Recife, CONDEPE, 2001.

## Entidades ligadas al pensamiento de Lebret
- Bretagne Espérance et Solidarité, Saint Gilles du Mené, Côtes d’Armor, France.
- Développement et Civilisations Lebret – IRFED, Paris, France et Genève, Suisse. Archivado el 25 de febrero de 2008 en Wayback Machine.
- IRFED Europe, Paris, France.
- Économie et Humanisme, Lyon, France.
- Institut libanais pour le développement économique et social (ILDES), Beyrouth, Liban.
- Centre L.-J. Lebret, Dakar, Sénégal.
- Les Amis du père Lebret, Paris, France.
- Institut de recherches et d'applications des méthodes de développement (IRAM).
- Habitat, santé, développement (HSD, Montreuil-sous-Bois, France).
- Centre international pour l'éducation permanente et l'aménagement concerté (CIEPAC, Caltelnau-le-Lez, Hérault, France).
- Universidad Santo Tomás, Colombia  Archivado el 7 de octubre de 2017 en Wayback Machine..
- Centro Latinoamericano de Economía Humana (CLAEH, Montevideo, Maldonado, Tacuarembó - Uruguay) | CLAEH.
- Red Internacional de Economía Humana http://blogehumana.blogspot.com/ (enlace roto disponible en Internet Archive; véase el historial, la primera versión y la última)..